# Кубати
Кубати (порт. Cubati) — муниципалитет в Бразилии, входит в штат Параиба. Составная часть мезорегиона Борборема. Входит в экономико-статистический микрорегион Серидо-Ориентал-Параибану. Население составляет 6469 человек на 2006 год. Занимает площадь 137, 2 км². Плотность населения — 47,2 чел./км².
Праздник города — 6 июля. 

## История
Город основан в 1959 году.

## Статистика
- Валовой внутренний продукт на 2003 год составляет 11 452 186,00 реалов (данные: Бразильский институт географии и статистики).
- Валовой внутренний продукт на душу населения на 2003 год составляет 1780,50 реалов (данные: Бразильский институт географии и статистики).
- Индекс развития человеческого потенциала на 2000 год составляет 0,591 (данные: Программа развития ООН).